# هايدي روبنز
هايدي روبنز (بالإنجليزية: Heidi Robbins)‏ هي مجدفة أمريكية، ولدت في 3 يوليو 1991 في سياتل في الولايات المتحدة.

## وصلات خارجية
- هايدي روبنز على موقع الاتحاد الدولي للتجديف (الإنجليزية)